# Палшков, Илларион Фомич
Илларион Фомич Палшко́в (3 июня 1887, Усть-Логатка, Тобольская губерния — 28 июня 1954, Сучан, Приморский край) — русский живописец. Мастер пейзажа, в пейзаже следовал в классической русской традиции. Работал в бытовом жанре, портрете, натюрморте. Совмещал творчество с преподаванием рисования и черчения в школах. Занимался энтомологией, им обнаружены два вида бабочек Уссурийского края. В 1918 году обосновался в Приморье, с 1927 года до конца жизни проживал в Партизанске.

## Биография
Родился 3 июня 1887 года в деревне Усть-Логатская Тобольской губернии в крестьянской старообрядческой семье. По воспоминаниям Палшкова, ещё в раннем детстве он увлёкся рисованием, перерисовывая картинки из книжек. В родной деревне закончил двухклассную церковно-приходскую школу. В 1903 году семья переехала в Хабаровск. Дальневосточный край поразил мальчика синими водами Амура и величественностью гор. В пятнадцать лет устроился на работу в кондитерскую развозить булочки.
В Хабаровске сверстники познакомили его с художником Радченко. После этого знакомства родители решили отправить Иллариона на учёбу в Санкт-Петербург, деньгами помогло Хабаровское студенческое землячество. В 1905 году Палшков отправился в столицу, где поступил в начальную рисовальную школу при Центральном училище технического рисования барона Штиглица. В 1906 году, пройдя экзамен, был зачислен вольнослушателем в Центральное училище технического рисования барона Штиглица. В мае 1912 года окончил училище с присвоением звание художника. Осенью того же года отправился на практику на ситценабивную фабрику города Серпухова, где два месяца работал в рисовальной мастерской. После этого продолжил практику на ситценабивной фабрике Иваново-Вознесенска, где восемь месяцев трудился в рисовальной мастерской. В конце 1913 года вернулся в Санкт-Петербург, где устроился художником-рисовальщиком на парчово-ткацкой фабрике и фабрике серебряных и бронзовых изделий И. А. Жевержеева. Здесь он работал до 1918 года. Учился у И. Я. Билибина. При посещении музеев и галерей Петрограда знакомился с творчеством русских художников. Большое впечатление на него произвела картина «Видение отроку Варфоломею». В 1916 году вступил в Товарищество непартийных художников, которое организовывало выставки. В журнале «Огонёк» и газете «Биржевые ведомости» были опубликованы положительные отзывы на его крымские пейзажи, этюды и графику. Весной 1917 года участвовал в выставке Академии художеств. В 1916 году работал по устройству церкви при Школе народного искусства её величества, за что был пожалован драгоценной булавкой с бриллиантами.

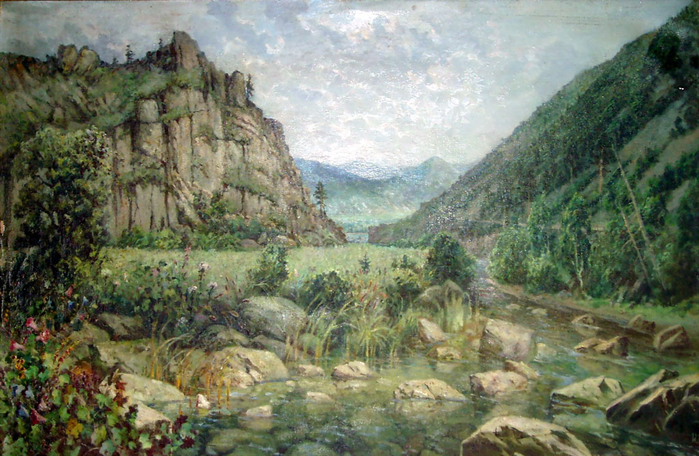
Картина «Щёки»

В 1918 году вернулся в Хабаровск, где практически сразу вместе с местным художником Бормотовым организовал выставку картин. В том же году Илларион Фомич начал заниматься преподавательской деятельностью. До 1943 года в разных местах Дальнего Востока преподавал черчение и рисование. В 1919 году работал учителем графических искусств в Высшем начальном училище Николаевска-на-Амуре. Год спустя его пригласили преподавать рисование и черчение в женскую гимназию и семинарию Никольск-Уссурийского. В 1922 году был направлен в Тернейскую школу 1-й ступени. Через год прошёл губернские учительские курсы во Владивостоке, после их окончания был направлен в Ключевскую школу 1-й ступени в бухте Джигит Ольгинского района. После бухты Джигит художник работал учителем рисования в посёлке Краскино. В 1925 году переведён в село Новокиевск учителем рисования.
В 1927 году по приглашению директора Сучано-рудничной школы 2-й ступени отправился на Сучанский рудник преподавать рисование и черчение. По воспоминаниям Палшкова, директор школы обрисовал Сучан как красивый уголок Приморья. Сучан произвёл на Иллариона Фомича впечатление красивого уголка природы и очень богатого. В 1931 году Палшкову предложили должность преподавателя рисования и черчения в открывшемся горном техникуме, где он работал, пока не вышел на пенсию в 1943 году. Вместе с сыном Георгием Палшков исследовал Сучанскую долину, собирал образцы флоры и фауны.
В 1940 году вступил в Приморский Союз советских художников. С 1936 года участвовал во всех краевых художественных выставках. В 1943 году Приморским Союзом советских художников была организована персональная выставка Палшкова во Владивостоке, Ворошилове и Спасске-Дальнем, а в 1944 году она была показана в Сучане.

### Живопись
За сорок лет жизни в Приморье создал более двухсот картин и этюдов. Палшков — старейший художник Сучана. В его работах отражена история и жизнь города Сучана: глухая тайга, Сергей Лазо у подножия сопки, вагонетки с углём, новая улица города, сучанские сады… При жизни передал свои картины в дар городу. Лучшие работы отражают своеобразие природы Сучанской долины: «Сенокос» (1948) и «На лугах Приморья» (1949). Большая часть работ хранится в Музее истории города Партизанска. Картины художника имеются также в фондах Приморской краевой картинной галереи и музея имени Арсеньева. Партизанским скульптором С. Н. Горпенко был изготовлен бюст Палшкова, который хранится в городском музее.

### Увлечение энтомологией
В Сучане увлёкся энтомологией, собрал большую коллекцию бабочек Сучанской долины. Палшков поддерживал постоянную связь с Зоологическим институтом Академии наук СССР, под наблюдением которого происходили систематизация и определение видов бабочек. В 1937 году сотрудником Зоологического института были впервые введены в научный оборот два новых вида бабочек Уссурийского края, которых обнаружил Палшков: Subleuconycta palskovi и Raphia illarioni. Палшков внёс большой вклад в изучение фауны насекомых Приморья. Фонд коллекции Палшкова имеется в Музее истории Партизанска. В 2003 году в фондах владивостокского музея хранились коллекции ночных бабочек Сучана, собранные Палшковым в 1930—1938 годах. Домашняя коллекция, по-видимому, утрачена.

### Семья
Жена — Анна Васильевна Палшкова. В Сучане работала заведующей здравпунктом на шахте № 1. В 1919 год у Иллариона Фомича и Анны Васильевны родился сын Георгий. После школы Георгий поступил на архитектурный факультет Академии художеств в Ленинграде. В 1941 году Георгий отправился на фронт. 6 июля 1944 года был тяжело ранен и 1 августа умер от полученных травм в госпитале. Родители узнали о смерти сына после окончания войны.